# Prezydenci Republiki Teksasu

Flaga Republiki Teksasu – Samotna Gwiazda

Prezydenci Teksasu – przywódcy Republiki Teksasu, która istniała w latach 1836–1845. Później terytorium republiki, jako stan Teksas, włączone zostało do terytorium Stanów Zjednoczonych. Republika utworzona została przez Amerykanów z myślą o oderwaniu się od Meksyku i przyłączeniu do macierzy.
Głową państwa i szefem rządu Republiki Teksasu był prezydent, który dysponował porównywalnymi prerogatywami, co prezydent Stanów Zjednoczonych.

## Lista prezydentów i wiceprezydentów
| – |  | David G. Burnet (18 kwietnia 1788 – 5 grudnia 1870) tymczasowo | 16 marca 1836 – 22 października 1836   | bezpartyjny | Lorenzo de Zavala                              |
| 1 |  | Sam Houston 2 marca 1793 – 26 lipca 1863                       | 22 października 1836 – 10 grudnia 1838 | bezpartyjny | Mirabeau Buonaparte Lamar                      |
| 2 |  | Mirabeau Buonaparte Lamar 16 sierpnia 1798 – 19 grudnia 1859   | 10 grudnia 1838 – 13 grudnia 1841      | bezpartyjny | David G. Burnet                                |
| 3 |  | Sam Houston                                                    | 13 grudnia 1841 – 9 grudnia 1844       | bezpartyjny | Edward Burleson                                |
| 4 |  | Anson Jones 20 stycznia 1798 – 9 stycznia 1858                 | 9 grudnia 1844 – 19 lutego 1846        | bezpartyjny | Kenneth Anderson 9 grudnia 1844 – 3 lipca 1845 |